# Cykloartenol
Cykloartenol – organiczny związek chemiczny będący terpenem z podgrupy triterpenów. Jest izomerem lanosterolu. Fotosyntetyzujące rośliny wykorzystują go w cyklu produkcji steroidów.